# Samuel Heim
Samuel Heim (* 8. April 1764 in Gais; † 25. Februar 1860 ebenda, reformiert, heimatberechtigt in ebenda) war ein Schweizer Unternehmer.

## Leben
Samuel Heim kam am 8. April 1764 in Gais als Sohn des Wirts und Begründers des Molkenkurorts Gais Hans Ulrich Heim und der Anna Katharina geborene  Walser zur Welt. Nachdem er ungefähr zwischen 1778 und 1780 die Stadtschule Chur besucht hatte, war er bei Verwandten in einer Metzgerei in Genf beschäftigt, bevor er eine Buchhändlerlehre in Winterthur absolvierte. In der Folge war er als Kommis in Buchhandlungen in Winterthur, Zürich sowie Basel tätig.
1791 übernahm Heim das väterliche Gasthaus «Ochsen», später in «Falken» umbenannt, das unter seiner Führung zum Molkenkurzentrum internationalen Ranges aufstieg. Dazu wurde 1796 sein zweites Kurhaus «Neuer Ochsen» eröffnet. 1822 übergab er die Leitung seiner Betriebe an seinen Sohn Salomon.
Daneben fungierte der begeisterte Anhänger der Ideale der Französischen Revolution 1797 als Aktuar der Verfassungsrevisions-Kommission in Appenzell Ausserrhoden, 1799 als Gerichtspräsident sowie 1800 als Statthalter des Distrikts Teufen.
Samuel Heim heiratete im Jahr 1792 Anna Katharina, die Tochter des Leutnants Salomo Tobler. Er verstarb am 25. Februar 1860 fünf Wochen vor Vollendung seines 96. Lebensjahres in Gais.